# Éxtasis de Santa Teresa
El Éxtasis de Santa Teresa también conocido como la Transverberación de Santa Teresa (en italiano: L'Estasi di Santa Teresa o Santa Teresa in estasi o Transverberazione di santa Teresa) es un grupo escultórico en mármol obra del escultor y pintor Gian Lorenzo Bernini, de estilo barroco. Fue realizada entre 1647 y 1652, por encargo del cardenal Cornaro, para ser colocada donde iría su tumba, en la Iglesia de Santa María de la Victoria (Santa Maria della Vittoria), en Roma, donde actualmente se encuentra, en la llamada Capilla Cornaro. Santa Maria della Vittoria es una basílica del siglo XVII erigida para conmemorar la victoria del emperador Fernando II en la Batalla del Monte Blanco.
Una de las estancias más importantes de la iglesia es la Capilla de Cornaro, en la que se encuentra la escultura de Bernini El Éxtasis de Santa Teresa. Se trata de una de las obras más destacadas de la escultura barroca.
El Éxtasis de Santa Teresa está considerada una de las obras maestras de la escultura del alto barroco romano. Retrata la imagen de Santa Teresa de Ávila durante el don místico de la transverberación que describe en su Libro de la Vida. 
El Museo del Ermitage conserva una terracota de reducidas dimensiones (47cm de altura) realizada entre 1644 y 1647 en el que aun se aprecian trazos del enérgico de los dedos del escultor.

## Historia

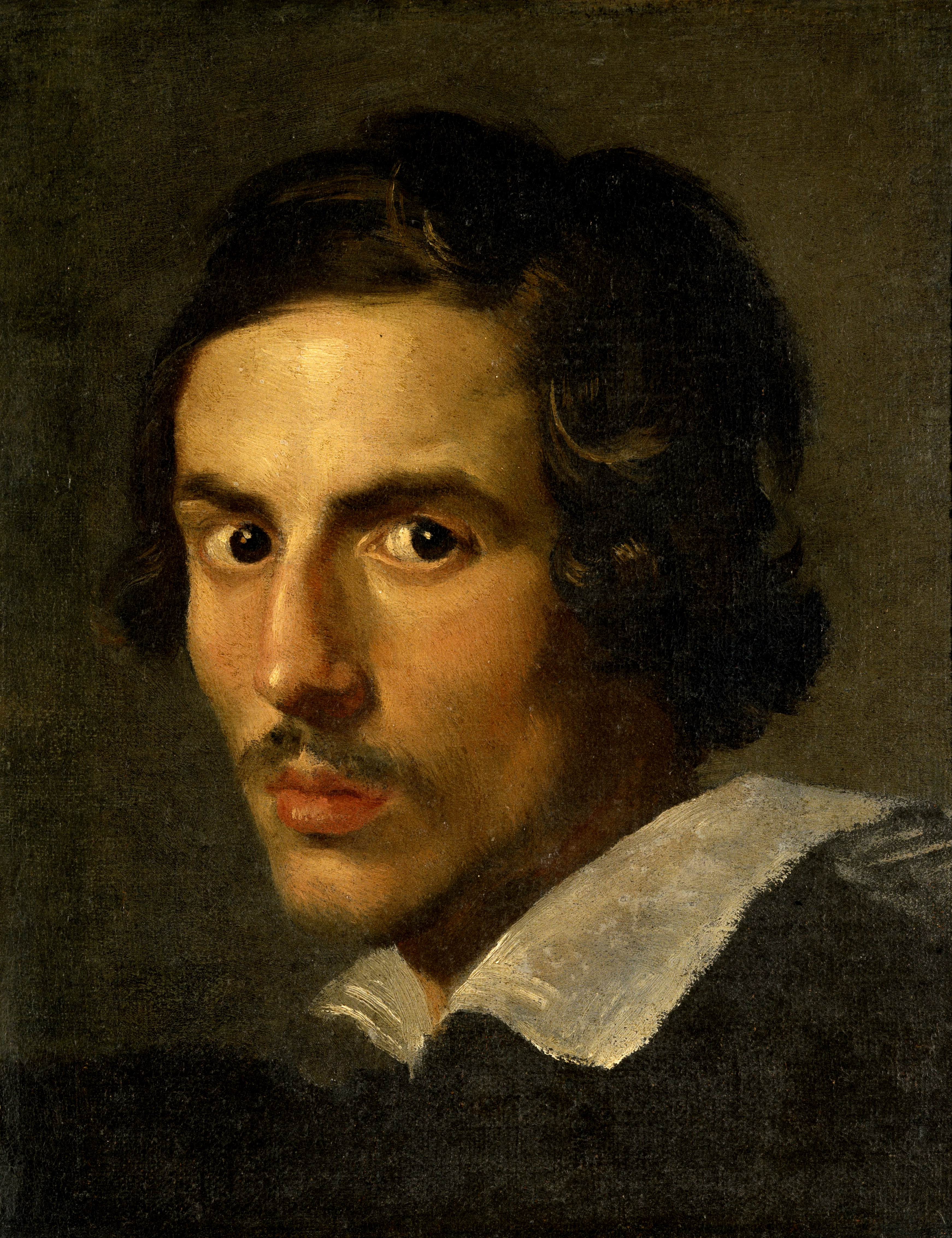
Autorretrato de Bernini (ca. 1623)

Nacido en  Nápoles, en 1598, Bernini es el gran genio del barroco italiano, el heredero de la fuerza escultórica de Miguel Ángel y principal modelo del Barroco arquitectónico en Europa. Aprendió los rudimentos de la escultura en el taller de su padre, Pietro (1562-1629), un escultor manierista de cierto relieve. Fue también su padre quien lo puso en contacto con algunos de los mecenas más importantes de su tiempo, lo que le permitió manifestar su talento de una forma bastante precoz. En sus obras más tempranas (Eneas, Anquises y Ascanio, El rapto de Proserpina) resultan ya evidentes la ruptura con el manierismo tardío y una concepción radicalmente distinta de la escultura; el intenso dramatismo, la grandiosidad y la búsqueda de efectos escenográficos están ya presentes en estas primeras creaciones. En 1629, Bernini fue nombrado arquitecto de la basílica de San Pedro por el papa Urbano VIII. Desde entonces hasta su muerte trabajó ininterrumpidamente para los sumos pontífices, salvo un cierto paréntesis durante el pontificado de Inocencio X, quien prefirió a otros artistas y le encargó pocas obras. 
De sus realizaciones para San Pedro destacan el gran baldaquino sobre el altar mayor y el grupo escultórico de los Padres de la Iglesia que, observado a través de las columnas del baldaquino, ofrece efectos de una gran fuerza teatral, tal como pretendía el artífice. Su mejor aportación a la basílica de San Pedro fue, sin embargo, la columnata que rodea la plaza, justo delante del templo, que le ha valido elogios continuos por su armonía y sus efectos escenográficos... Aunque en menor medida, Bernini trabajó también para mecenas privados, y fruto de esa colaboración es la obra quizá más representativa de su estilo escultórico, el Éxtasis de santa Teresa. Resulta difícil concebir una mayor intensidad dramática y una mayor fuerza dinámica en una realización de pequeñas dimensiones ejecutada mediante un tratamiento exquisito del mármol. Por su condición de elemento para la decoración de una capilla y sus magníficos efectos de claroscuro, se considera esta obra como un compendio magistral de las tres artes mayores, arquitectura, escultura y pintura, y por ello ha quedado como modelo incomparable de la escultura barroca.
Todo el conjunto fue supervisado y completado por Bernini entre 1647 y 1652 durante el papado de Inocencio X. Durante este tiempo, Bernini había caído en desgracia debido a que se le relacionó con los gastos excesivos del papado de Urbano VIII, lo que le privó en gran medida del mecenazgo pontificio, aunado al hecho de que el papa Inocencio dio mayor preferencia al rival artístico de Bernini, Alessandro Algardi.
De esta manera, Bernini estaba disponible para ser contratado por patrones privados, entre ellos, el cardenal veneciano Federico Cornaro (1579-1673), que había elegido la iglesia de Santa Maria della Vittoria de los carmelitas descalzos como su capilla de enterramiento.
Cornaro tenía razones para evitar que lo enterrasen en Venecia, puesto que su nombramiento como cardenal por el papa Barberini Urbano VIII, realizado mientras su padre Giovanni era dogo, había creado cierto escándalo en su ciudad natal y generado enfrentamientos dentro de las familias. Eligió la capilla izquierda de la iglesia, donde previamente se encontraba una representación de San Pablo en éxtasis, que fue reemplazada con una imagen de Santa Teresa de Jesús, escritora mística, reformadora y primera santa carmelita, cuya canonización, llevada a cabo en 1622, era reciente, mientras sufre un éxtasis provocado por el flechazo de un querubín.
Se completó en 1652 costando la por entonces exorbitante suma de 12.000 escudos (unos 120,000 dólares).
De acuerdo a lo que propone el intelectual español Luis María Ansón, Santa Teresa entró en éxtasis influenciada por San Juan De la Cruz. Según este escritor hispánico miembro de la Real Academia Española, Santa Teresa:

Admiró a San Juan de la Cruz, 27 años más joven que ella... y no me extraña que, conversando con el poeta de Llama de amor viva, Teresa de Jesús entrara en éxtasis. Gian Lorenzo Bernini condensó el arrobamiento teresiano en una bellísima escultura.
Luis María Ansón 

La iglesia ha crecido en popularidad y recibe mayor número de turistas desde su aparición en el libro y la película Ángeles y Demonios de Dan Brown.

## Composición

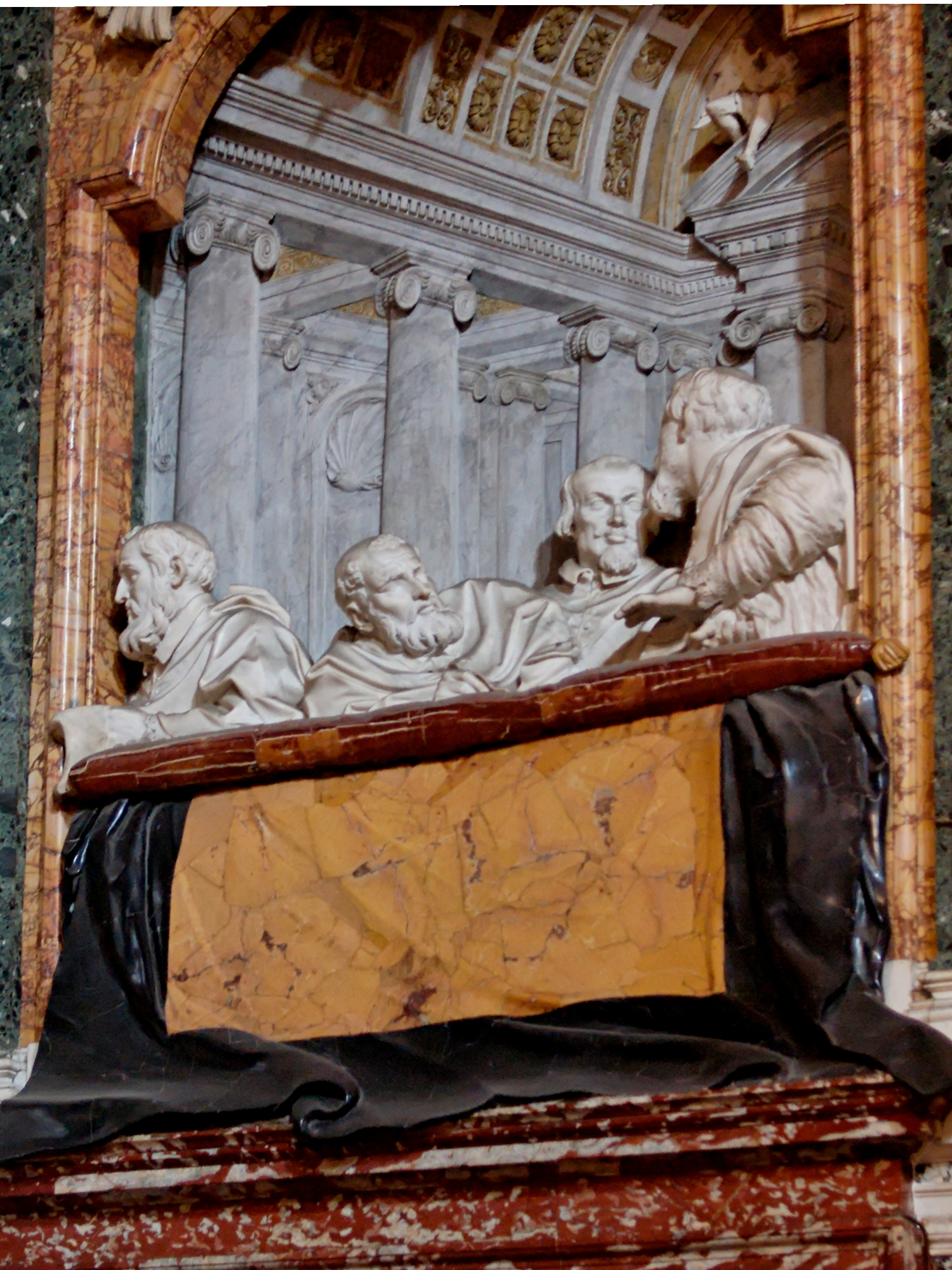
Retratos en mármol de la familia del cardenal Cornaro, en Santa Maria della Vittoria.

La capilla es una explosión de mármol de color metal y detalles, con luz filtrada a través de una ventana ubicada por encima de santa Teresa, subrayados por rayos dorados. La cúpula tiene frescos con un cielo de trampantojo, lleno de querubines, con la luz que desciende del Espíritu Santo representado en forma de paloma. En las paredes laterales, hay relieves a tamaño real de la familia Cornaro que simulan presenciar la escena.
Las dos figuras principales que centran la atención derivan de un episodio descrito por santa Teresa de Ávila en su escrito autobiográfico conocido como Libro de la Vida, en el que la monja carmelita cuenta cómo un ángel le atraviesa el corazón con un dardo de oro. La escena recoge el momento en el que el ángel saca la flecha, y la expresión del rostro muestra los sentimientos de Santa Teresa, mezcla de dolor y placer. Según sus propias palabras:

Vía un ángel cabe mí hacia el lado izquierdo en forma corporal, lo que no suelo ver sino por maravilla. [...] No era grande, sino pequeño, hermoso mucho, el rostro tan encendido que parecía de los ángeles muy subidos, que parecen todos se abrasan. Deben ser los que llaman Querubines [...]. Viale en las manos un dardo de oro largo, y al fin de el hierro me parecía tener un poco de fuego. Este me parecía meter por el corazón algunas veces, y que me llegaba a las entrañas. Al sacarle, me parecía las llevaba consigo y me dejaba toda abrasada en amor grande de Dios. No es dolor corporal sino espiritual, aunque no deja de participar el cuerpo algo, y aun harto.
Libro de la Vida. Capítulo XXIX.

Las figuras están realizadas en mármol blanco principalmente, y los rayos del sol de bronce. La fuerte expresividad de la obra, el desorden de las figuras y en especial del pliegue del manto de la santa, denotan que es de claro estilo barroco. Bernini además pintó la capilla donde fue colocado el conjunto, para darle mayor realismo y sensación de misticismo. Es una obra que une arquitectura, escultura y pintura, y tiene 3,4 metros de altura.
Bernini tenía experiencia como diseñador de escenarios y en esta obra incorporó el componente teatral. La estatua de mármol tiene 3,4 metros de altura y está iluminada por la luz de una ventana oculta, que añade luminosidad a las figuras. A ambos lados de la capilla, Bernini situó estatuas que representan a miembros de la familia Cornaro, en palcos de teatro, como para ver el espectáculo. Bernini creó la capilla y su estatua entre 1647 y 1651, cuando acababa de ser canonizada Santa Teresa.

## Valoración
La expresión de la santa en plena transverberación, constituye una de las más grandes realizaciones de todo el arte barroco. La postura del cuerpo y la expresión facial de santa Teresa ha hecho que algunos atribuyan su experiencia a un momento climácico. Otros atribuyen que la expresión cuadra con el intenso dolor que la santa describe cuando relata la transverberación. Bernini expresa con acierto el intenso dolor físico en la expresión facial que según la santa, se unía a un estado de alegría divina.
Esta capilla escenográfica unifica los temas de toda una vida tratados por Bernini, fiel al sentimiento barroco. La unidad de arquitectura, teatro, y escultura que se encuentra en este complejo es también un rasgo barroco, con el Espíritu Santo como un baño de luz o guiado por los rayos dorados que enmarcan la estatua y provienen de las ventanas en la parte superior de la capilla, lo que permite al cielo entrar en la iglesia.
Los efectos son teatrales, incluyendo el discurso que la santa sugiere flanqueada por el linaje de los Cornaro. Para añadirle dinamismo, Bernini ha trabajado la piedra en olas de tela, evocando el terremoto espiritual que rodea a Teresa. Un viento divino agita la ropa del ángel. Éste sonríe casi travieso. La nube sin pulir parece casi superflua; la ropa de Teresa parece que la basta en su levitación. "Un efecto luminoso hace que las imágenes parezcan suspendidas en el aire.

## Galería

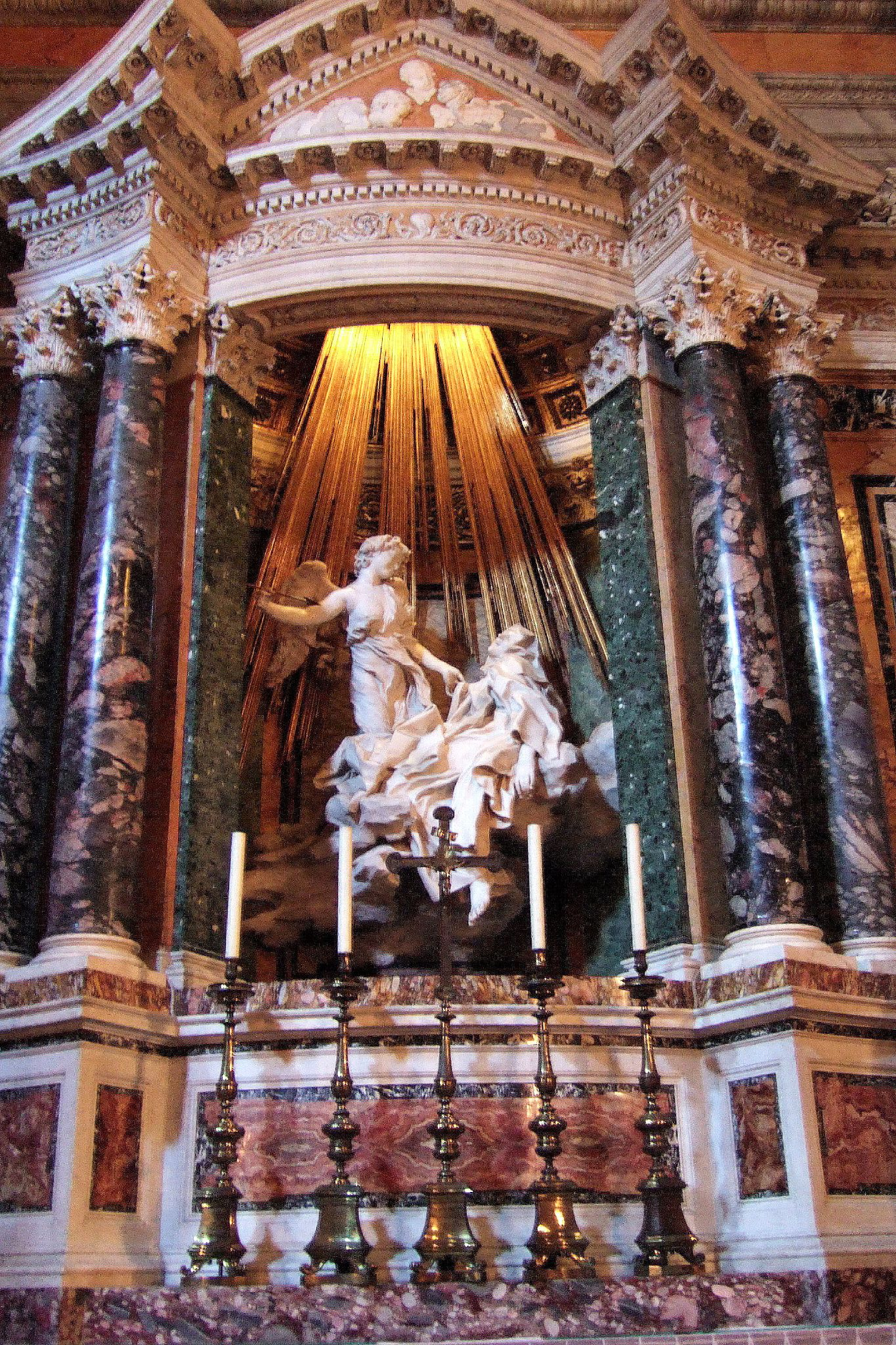
Éxtasis de Santa Teresa, vista general
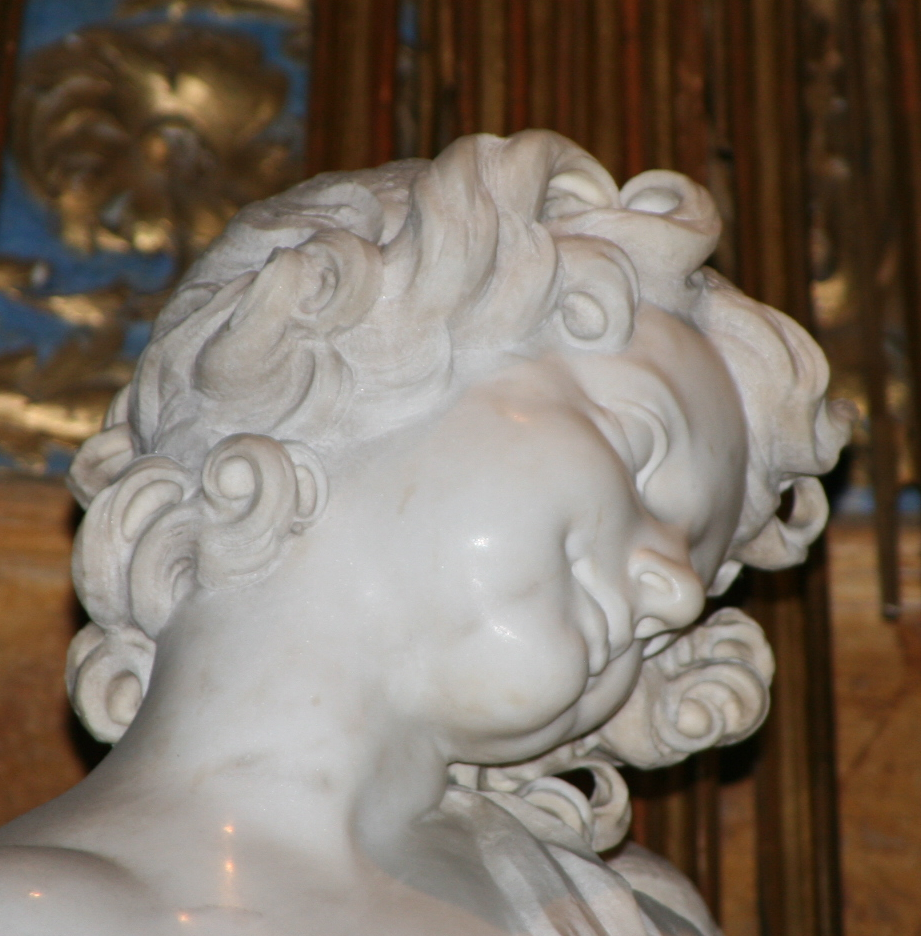
Cabeza del ángel
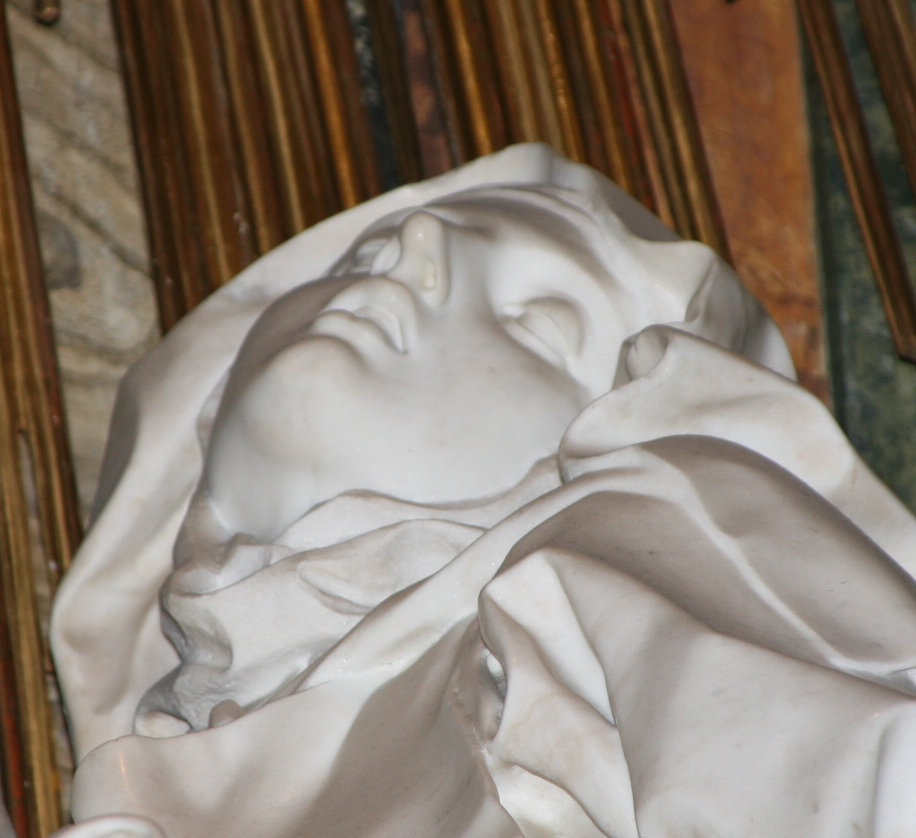
Cabeza de Santa Teresa
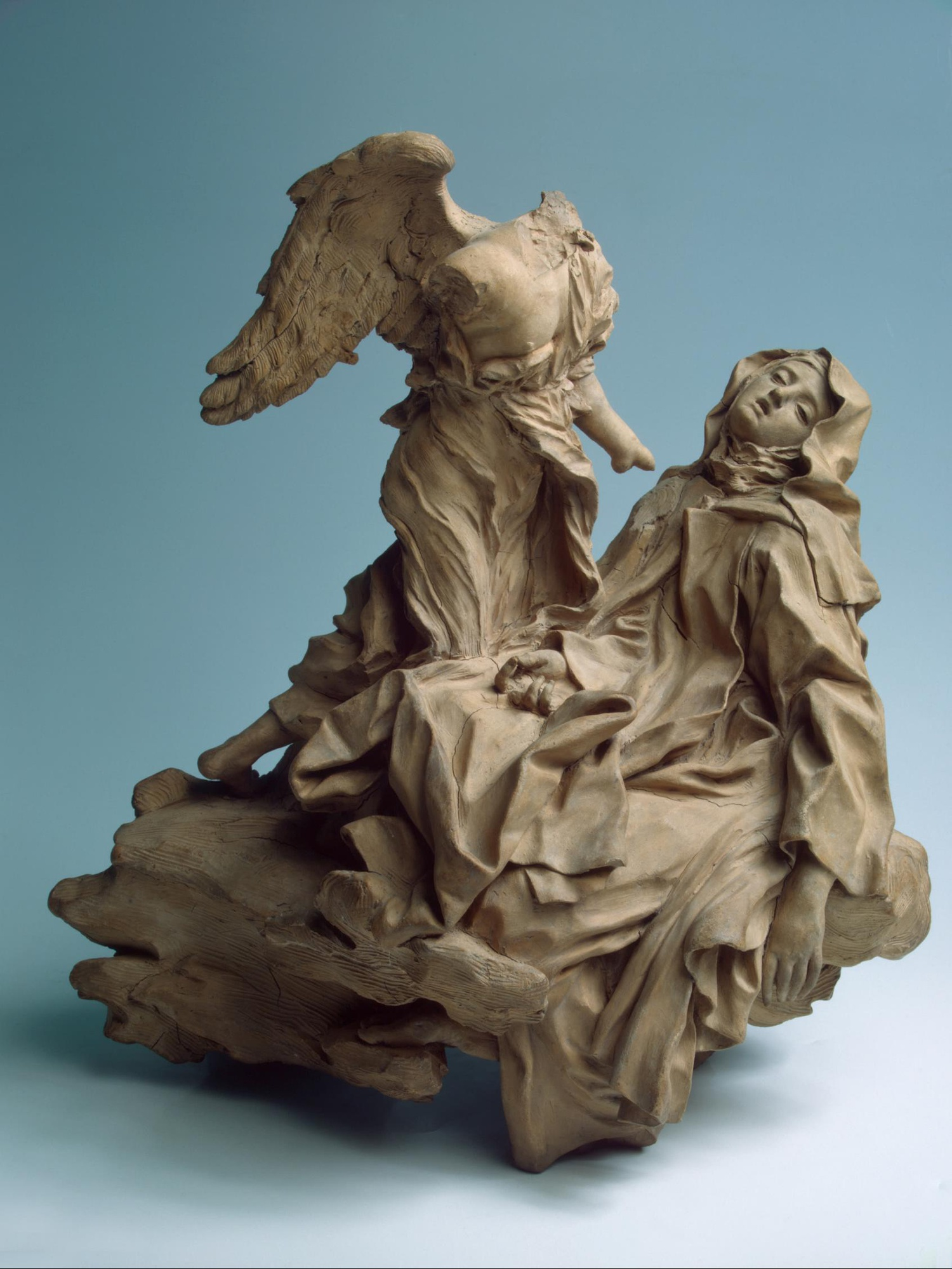
Modelo en terracota conservado en el Museo del Hermitage, San Petersburgo.